# Sacrificio di Isacco (Raffaello)
Il Sacrificio di Isacco è un affresco (base 340 cm) di Raffaello Sanzio, databile al 1511 e facente parte della decorazione della volta della Stanza di Eliodoro nei Musei Vaticani.

## Storia
I quattro episodi biblici della volta, tutti databili alla seconda metà del 1511, sono riferiti interamente al Sanzio da Vasari, ma Cavalcaselle li assegnò, nella stesura, al Peruzzi, Adolfo Venturi a Guglielmo di Marcillat, e Baugart al Penni. Il cattivo stato di conservazione rende difficile oggi una valutazione sicura.

## Descrizione e stile
La volta ha al centro un medaglione con lo stemma di Giulio II, circondato da arabeschi a monocromo su sfondo dorato intervallati da finte borchie dorate. Attorno si sviluppa un anello figurato, diviso diagonalmente in quattro scomparti con storie che simulano arazzi appesi con finti chiodi e anelli tra le cornici.
Il Sacrificio di Isacco si trova al di sopra della Messa di Bolsena, con il quale ha un rapporto per opposizione: se Abramo dimostrò una fiducia in Dio incrollabile, l'officiante di Bolsena dubitò invece della transustanziazione.
La scena, derivante dalla Genesi (XXII, 2-13), mostra uno sfondo intensamente azzurro, davanti al quale Abramo sta procedendo al sacrificio del figlio, genuflesso succube su un altare, con il collo offerto alla lama. Il braccio con la spada è bloccato da un angelo, mentre un secondo si precipita dal cielo, forse a raccogliere le vesti del giovane per ricoprirlo. A sinistra si trova un fuoco, elemento tipico delle scene sacrificali. Memorie michelangiolesche e della statuaria classica sono leggibili nella figura possente di Abramo; secondo Cavalcaselle inoltre la scena sarebbe memore di opere toscane del Quattrocento, come il gesto dell'angelo nella formella di Brunelleschi oggi al Bargello.